# IC 4695
IC 4695 је двојна звијезда у сазвјежђу Паун која се налази на листи објеката дубоког неба у Индекс каталогу.
Деклинација објекта је - 58° 55' 32" а ректасцензија 18h 17m 23,8s.